# Cory Monteith
Cory Allan Michael Monteith (Calgary, 11 mei 1982 – Vancouver, 13 juli 2013) was een Canadees acteur en zanger. Hij is bekend geworden door zijn rol als Finn Hudson in de serie Glee.

## Biografie
Monteith groeide op in Victoria. Voordat hij acteur werd, had hij verscheidene banen (medewerker bij Walmart, taxibestuurder, telemarketeer en bouwvakker).
Zijn debuut op televisie maakte hij in een aflevering van Stargate Atlantis. Zijn eerste filmrol was die van Kahil in Final Destination 3 uit 2006. Zijn eerste grote rol in een tv-serie was in Kyle XY, waar hij Charlie Tanner speelde. Vanaf 2009 was hij te zien als de footballspeler Finn Hudson in Glee. In het derde seizoen deed Monteiths personage eindexamen, waardoor hij van school ging. Hij was wel nog te zien in het vierde seizoen.

## Privé
Monteith had een relatie met Glee-collega Lea Michele, die de rol van Rachel vertolkt.
Hij had in zijn tienerjaren een drugsverslaving en raakte nadat hij bekend werd opnieuw verslaafd aan de verdovende middelen. Begin 2013 liet hij zich opnemen in een ontwenningskliniek. Dat was niet zijn eerste keer, ook toen hij 19 jaar oud was, moest hij al naar eenzelfde instelling. In een interview in 2011 zei Monteith dat hij destijds geluk had gehad dat de drugs hem niet fataal waren geworden.
Monteith werd op 13 juli 2013 dood aangetroffen in hotel Fairmont Pacific Rim in Vancouver na gebruik van heroïne en alcohol. Monteith werd 31 jaar oud.